# 李玮 (游泳运动员)
李玮（1979年3月9日—），女，中国游泳运动员。她曾参加2000年夏季奥运会游泳比赛，还曾获得1998年亚洲运动会游泳比赛女子100米蛙泳金牌。